# Chiton tuberculatus
Chiton tuberculatus är en blötdjursart som beskrevs av Carl von Linné 1758. Chiton tuberculatus ingår i släktet Chiton och familjen Chitonidae. Inga underarter finns listade i Catalogue of Life.

## Bildgalleri

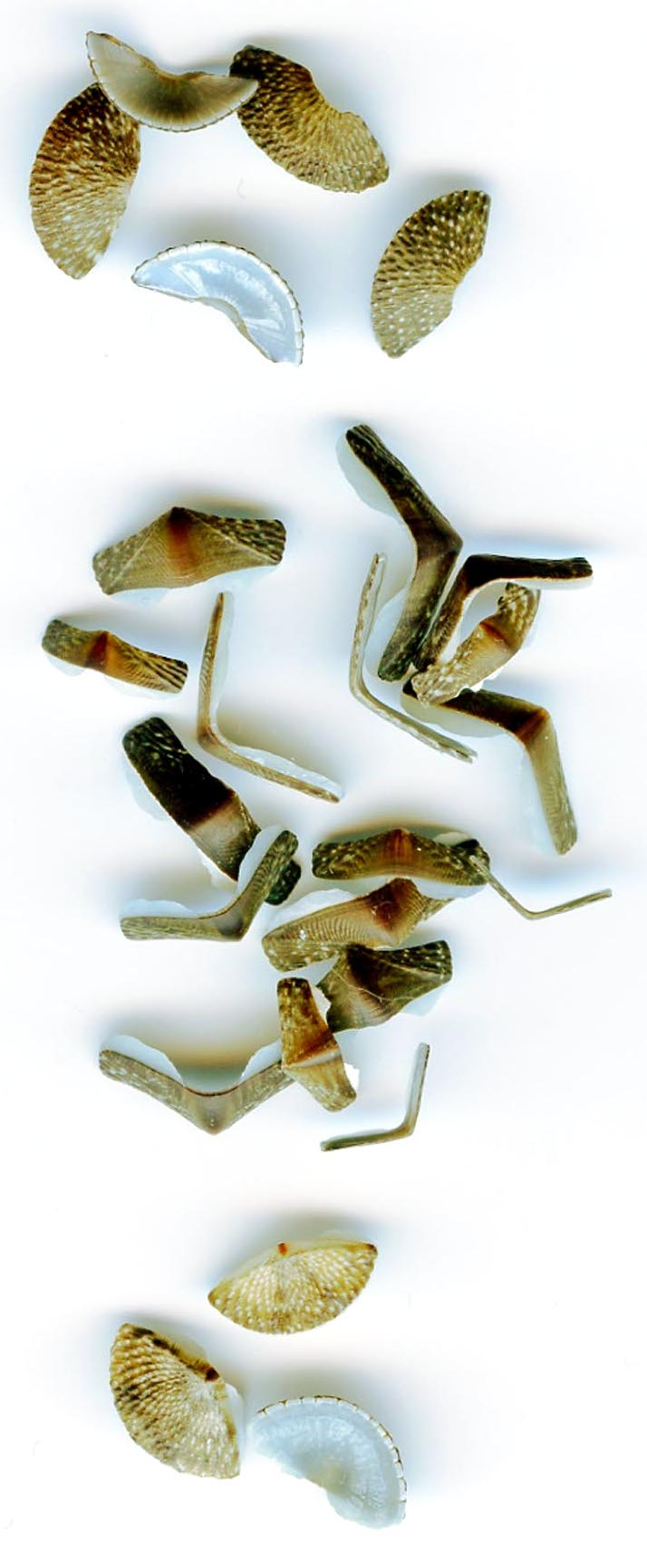